# (20180) Annakolény
(20180) Annakolény, désignation internationale (20180) Annakoleny, est un astéroïde de la ceinture principale.

## Description
(20180) Annakoleny est un astéroïde de la ceinture principale. Il fut découvert le 27 décembre 1996 à Modra par Adrián Galád et Alexander Pravda. Il présente une orbite caractérisée par un demi-grand axe de 2,48 UA, une excentricité de 0,12 et une inclinaison de 12,9° par rapport à l'écliptique.

## Compléments